# Lockheed J37

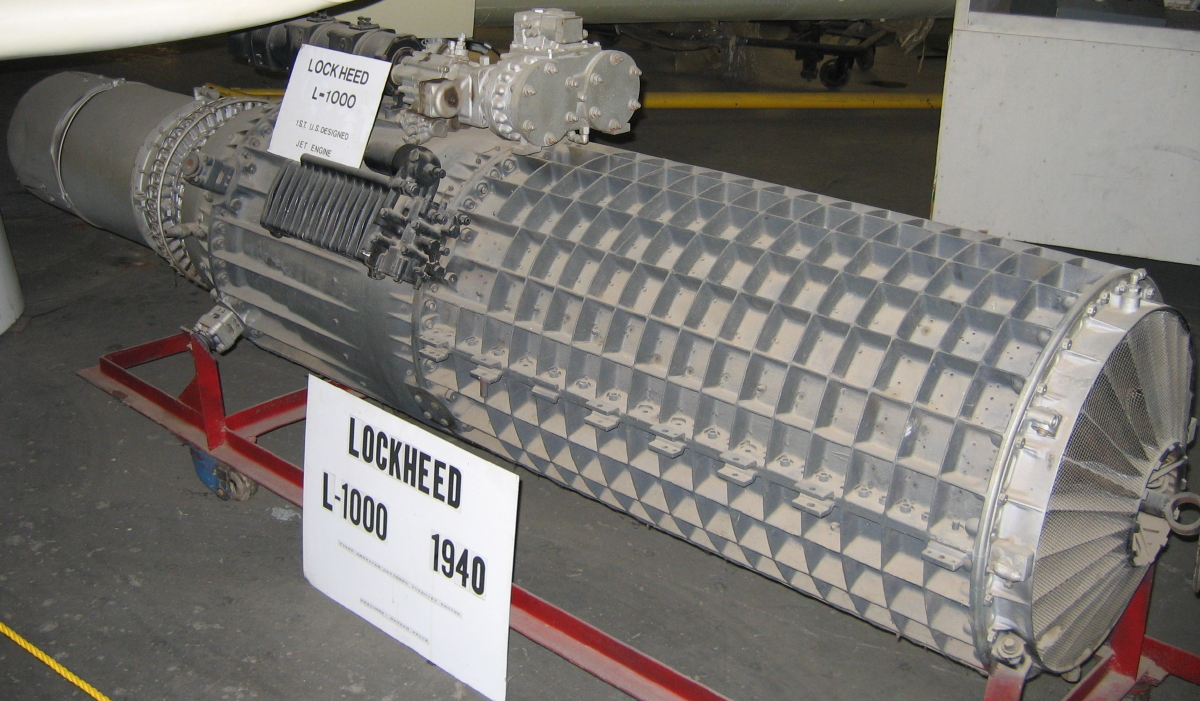
Lockheed J37 (L-1000), ausgestellt im Planes of Fame Air Museum

Das Lockheed J37 (Werksbezeichnung L-1000) war ein Turbojet-Triebwerk, das Anfang der 1940er Jahre entwickelt wurde.

## Geschichte
1930 kam Nathan C. Price zu Doble Steam Motors, einem Hersteller von Dampfmaschinen für Autos und andere Zwecke. In den nächsten Jahren arbeitete er an einer Reihe von Projekten und begann ab Herbst 1933 mit der Arbeit an einer Dampfturbine für den Einsatz in Flugzeugen. Der Motor verfügte über einen Radialverdichter, der einer Brennkammer Luft zuführte, die wiederum Dampf in eine Turbine einleitete, bevor dieser durch eine Düse ausströmte und den Verdichter und einen Propeller mit Strom versorgte. Der Motor wurde Anfang 1934 in ein Testflugzeug eingebaut, wo er eine vergleichbare Leistung zu bestehenden Kolbenmotoren zeigte, mit Ausnahme von Schwierigkeiten, die Leistung in höheren Höhen aufgrund des Kompressors aufrechtzuerhalten.
Price begann 1938 mit der Arbeit an seinem eigenen Turbojet-Konzept, wobei dieses viel komplexer war als das, was schließlich als J37 entstand. Um die Kraftstoffeffizienz des Motors auf das Niveau der zeitgenössischen Kolbenmotoren zu bringen, verwendete Price eine Kombination von niedrigverdichteten Axialverdichterstufen, die einen hochverdichtenden Kolbenkompressor speisten. 1941 wurde er von Lockheed beauftragt, die General-Electric-Turbolader zu bewerten, die für die experimentelle XP-49, einer Höhenversion der P-38, geeignet sind. Zu diesem Zeitpunkt hatte Price die Grundauslegung seines Jets fertiggestellt und konnte das Interesse von Lockheeds Chief Research Engineer Kelly Johnson wecken, der später die Skunk Works gründen sollte. Johnson hatte über ein neues Hochgeschwindigkeitskonzept nachgedacht, nachdem er mit der P-38 bei hoher Geschwindigkeit auf Kompressibilitätsprobleme gestoßen war, und das Düsentriebwerk schien in dieses Projekt zu passen. 1941 ordnete er die Entwicklung eines neuen Flugzeugs an, das mit dem Triebwerk von Price angetrieben werden sollte und entwickelte das Triebwerk als L-1000 und das Flugzeug als Lockheed L-133.
Später in diesem Jahr kam die Tizard-Mission in den USA an und präsentierte viele technologische Fortschritte, an denen in England gearbeitet wurde, einschließlich Informationen über Frank Whittles Düsentriebwerk. Gerüchte über ähnliche Arbeiten in Deutschland und die weithin bekannten Flüge in Italien deuteten darauf hin, dass praktisch jeder außer den USA an Jets arbeitete und ein eigenes Konzept plötzlich größte Bedeutung erlangte. Vannevar Bush, Tizards Amtskollege in den USA, entschied, dass die beste Vorgehensweise darin bestand, die britischen Triebwerke einfach zu lizenzieren. Ein Komitee unter der Leitung von William F. Durand wurde gegründet, um diese in Produktion zu bringen und ein Flugzeug zu bauen, um sie zu testen. Diese Projekte entstanden als General Electric J31, der die P-59 Airacomet antrieb.
Am 30. März 1942 legte Lockheed Vorschläge für die L-133 und L-1000 bei der Entwicklungsabteilung der US Army Air Force auf dem Wilbur Wright Field vor. Zu diesem Zeitpunkt erwies sich die ursprüngliche Auslegung als zu komplex und hatte sich zu einem neuen Konzept entwickelt, das die Kolben durch einen Satz von drei Radialstufen ersetzte, mit Zwischenkühlung zwischen jeder der Stufen. Die Hauptbrennkammer war eine Rohr-Ring-Brennkammer mit zwölf Flammendosen, die ihren Auspuff einer fünfstufigen Axialturbine zuführten. Für zusätzlichen Schub konnte Kraftstoff zwischen den Turbinenstufen gesprüht werden. Um die Leistung in verschiedenen Höhen zu optimieren, wurden die Verdichter- und Turbinenstufen mit einer hydraulischen Kupplung mit variabler Geschwindigkeit gekoppelt. Die Konstruktion sah ein Gewicht von 1.700 lb (775 kg) und einen Meeresspiegelschub von 5.100 lbf (22700 N) vor. Bis November 1942 war die Technik weiter verfeinert worden, wobei sich das Gewicht auf 1.610 Pfund (735 kg) und der Verbrennungsbereich mit Chromstahl absetzte. Die Armee blieb jedoch uninteressiert.
Dennoch stimmte Price am 19. Mai 1943 zu, auf Drängen von Wright Field eine radikalere Neugestaltung zu beginnen. Er produzierte eine viel einfachere Auslegung, bestehend aus zwei sechzehnstufigen Axialverdichtern mit einer einzigen Stufe der Zwischenkühlung zwischen ihnen. Die ersten vier Stufen des vordersten Verdichters blieben gekuppelt, damit sie mit optimaler Geschwindigkeit arbeiten konnten. Zu Testzwecken hatten die Vredichterschaufeln keine Tragflächenformung und wurden an der zentralen Nabe an rotierenden Halterungen befestigt, um ihre Winkel zwischen den Läufen zu ändern. Die Turbine wurde auf vier Stufen reduziert. Der Niederdruckverdichter war in ein zweiteiliges zylindrisches Gehäuse mit Versteifungsrippen eingeschlossen, was ihm ein seltsames Aussehen ähnlich dem Boden eines Eierkartons gab. Der kürzere Hochdruckverdichter war ähnlich ummantelt, aber mit Rippen, die nur von vorne nach hinten liefen. Zwischen den beiden Verdichterstufen wurde die Stromversorgung abgezweigt, wobei das Getriebe auf der Oberseite des Triebwerks platziert wurde.
Im Juni 1943 demonstrierte die Armee schließlich ihr Interesse an einem Lockheed-Strahlflugzeug, beauftragte aber die P-80 Shooting Star, die von einer lizenzierten Version des Radialtriebwerks Halford H.1 angetrieben werden sollte. Sie blieben auch an der L-1000 interessiert und vergaben im Juli 1943 mit der ersten Lieferung am 1. August 1945 einen langfristigen Entwicklungsvertrag unter dem Namen XJ37-1. Als der Krieg endete, war das erste Exemplar nur zu etwa zwei Drittel abgeschlossen. Ein Teil der Arbeiten war an die Menasco Motors Company vergeben worden, und Ende des Jahres wurde ihnen die gesamte mechanische Seite des Projekts übergeben.
Das erste Triebwerk war 1946 endlich betriebsbereit und vier weitere J37 wurden bestellt, aber zu diesem Zeitpunkt wurde das J37 von der J30, J35 und J36 überholt und landete nur in der Prototypenphase.